# Dover (Kentucky)
Dover – miasto w Stanach Zjednoczonych, w stanie Kentucky, w hrabstwie Mason.